# تام سيو واي
تام سيو واي (17 سبتمبر 1970 بهونغ كونغ في الصين - ) هو مدرب كرة قدم ولاعب كرة قدم هونغ كونغي في مركز الوسط. شارك مع منتخب هونغ كونغ تحت 23 سنة لكرة القدم ومنتخب هونغ كونغ لكرة القدم. أما مع النوادي، فقد لعب مع نادي سون هي ونادي كيتشي وMetro Gallery FC ‏ ونادي إيسترن سبورتس وهونغ كونغ رينجرز وDouble Flower FA ‏ وMutual FC ‏.

## وصلات خارجية
- تام سيو واي على موقع قاعدة بيانات كرة القدم.إي يو (الإنجليزية)
- تام سيو واي على موقع ناشيونال فوتبول تيمز (الإنجليزية)